# バーバラ・トンプソン

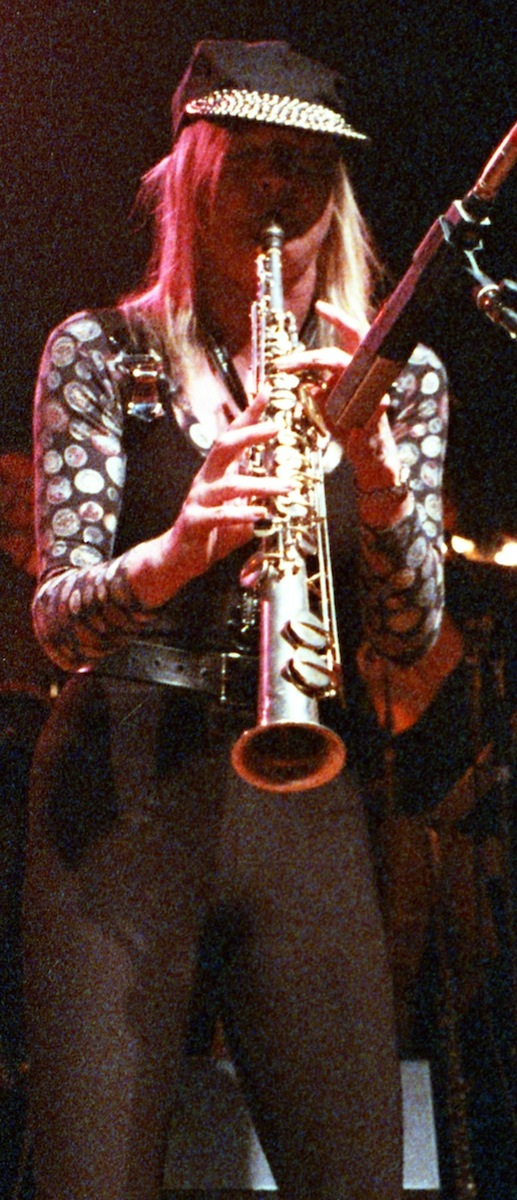
バーバラ・トンプソン（1992年）

バーバラ・トンプソン（Barbara Thompson、MBE、1944年7月27日 - 2022年7月9日）は、イングランドのジャズ・サクソフォーン奏者。
1974年にユナイテッド・ジャズ+ロック・アンサンブルの結成に関与し、さらにバーバラ・トンプソンズ・ジュビアバとバーバラ・トンプソンズ・パラファナリアを主宰した。
コロシアムのドラマーであるジョン・ハイズマンと1967年に結婚し、様々な共同活動を行ない、2018年6月に彼が亡くなるまで添い遂げた。

## 略歴
王立音楽大学でサクソフォーンとクラシックの作曲を学んだ。デューク・エリントンとジョン・コルトレーンの音楽が、彼女の興味をジャズとサクソフォーンへ移させた。
1967年、ハイズマンと結婚。1970年頃、ニール・アードレイのニュー・ジャズ・オーケストラの一員を共に務め、夫が結成したコロシアムのアルバム『ドーター・オブ・タイム』（1971年）に参加した。1975年には3つのバンドの結成に携わり、バンドリーダーたちが結成したユナイテッド・ジャズ+ロック・アンサンブルなどに参加し、後には9人編成のラテン／ロック・バンド であるバーバラ・トンプソンズ・パラファナリアを自ら結成した。
またクラシック音楽、映画やテレビのための音楽、自作のミュージカル、ビッグバンドのムーヴィング・パーツのための楽曲といった様々な作曲を行ってきている。アンドルー・ロイド・ウェバーと『キャッツ』（1981年）や『スターライトエクスプレス』（1984年）などのミュージカル、彼の『レクィエム』(1985年）やクラシック・フュージョン・アルバム『ヴァリエイションズ』（1978年）で密接に仕事をしている。ITVでは、デヴィッド・ジェイソン主演の警察シリーズ『フロスト警部』（1992年）の音楽を担当した。またジェフ・ウェインの音楽作品『宇宙戦争』（1978年）でもフルートを演奏している。
1996年、これまでの貢献により大英帝国勲章（MBE）を授与された。しかし翌1997年にパーキンソン病に罹患していることが発覚。2001年にフェアウェル・ツアーを行い、サクソフォーン奏者としての現役から引退した。専任の作曲家として働いた後、2003年にステージ活動に復帰した。
心房細動で入院した後、2020年10月にチャンネル4のフライ・オン・ザ・ウォールのテレビ・ドキュメンタリー『24 Hours in A&E』のエピソードにおいて、救急救命室へ入る彼女の姿が取り上げられた。
2022年、長年患っていたパーキンソン病が悪化。心臓の合併症を併発し、同7月9日に77歳で病没した。

## 主宰した主なグループ
- バーバラ・トンプソンズ・ジュビアバ

ピーター・レマー、ロイ・バビントン、ヘンリー・ロウサー、イアン・ハマー、デレク・ワズワース、トレヴァー・トムキンス、ビル・ル・セージ、グリン・トーマス
- バーバラ・トンプソンズ・パラファナリア

ピーター・レマー（ピアノ）、ビリー・トンプソン（ヴァイオリン）、デイヴ・ボール（ベース）、故ジョン・ハイズマン（ドラム）

## その他
ハイズマンとの間に、息子のマーカスが1972年、娘のアナが1975年に生まれている。

## ディスコグラフィ

### ソロ及び連名アルバム
- 『ゴースツ』 - Ghosts (1982年、MCA) ※with ロッド・アージェント
- Heavenly Bodies (1986年、veraBra)
- Songs From The Center Of The Earth (1991年、Black Sun)
- Barbara Song (1995年、Virgin) ※with The Medici Quartet
- Three Quartets (2006年、Celestial Harmonies) ※with アポロ・サキソフォーン・カルテット
- Mike Taylor Remembered (2007年、Trunk) ※with ニール・アードレイ、イアン・カー、デイヴ・ジェリー、ジョン・ハイズマン、ヘンリー・ロウサー、ノーマ・ウィンストン
- Live At The BBC (2020年、Repertoire) ※14枚組ボックスセット

### バーバラ・トンプソンズ・ジュビアバ
- 『ジュビアバ』 - Barbara Thompson's Jubiaba (1978年、MCA)

### バーバラ・トンプソンズ・パラファナリア
- 『バーバラ・トンプソン』 - Paraphernalia (1978年、MCA)
- Wilde Tales (1979年、MCA)
- Live In Concert (1980年、MCA)
- Mother Earth (1982年、veraBra)
- Pure Fantasy (1984年、veraBra)
- A Cry From The Heart (Live In London) (1988年、veraBra)
- Breathless (1991年、Verabra)
- Everlasting Flame (1993年、veraBra)
- Lady Saxophone (1996年、veraBra)
- Shifting Sands (1998年、Intuition)
- Thompson's Tangos And Other Soft Dances (2000年、Intuition)
- Never Say Goodbye (2007年、Intuition)
- The Last Fandango (2015年、Temple Music)
- Bulletproof (2020年、Temple Music) ※with NYJO

### ユナイテッド・ジャズ+ロック・アンサンブル
- Live Im Schützenhaus (1977年)
- Teamwork (1978年)
- The Break Even Point (1979年)
- Live In Berlin (1981年)
- United Live Opus Sechs (1984年)
- Round Seven (1987年)
- Na Endlich! / Live In Concert (1992年)
- Live Die Neunte Von United (1996年)
- X (1999年)

### コロシアム
- 『ドーター・オブ・タイム』 -  Daughter of Time (1970年) ※ゲスト参加
- 『コロシアム・ライヴ! 05』 - Live 05 (2007年)
- 『タイム・オン・アワ・サイド』 - Time On Our Side (2014年)

### 参加アルバム
- アンドルー・ロイド・ウェバー : 『ヴァリエイションズ』 - Variations (1978年)
- アンドルー・ロイド・ウェバー : 『キャッツ オリジナル・ロンドン・キャスト』 - Cats (1981年)
- アンドルー・ロイド・ウェバー : 『レクィエム』 - Requiem (1983年)
- ハワード・ライリー・トリオ : Angle (1968年)
- ジェフ・ウォルゲナント・アンド・フレンズ : Cool Cat (1983年)
- ジョン・ハイズマン : Ganz schoen heiss, Man! About Time Too! (1986年)
- ケイト・ウェストブルック & マイク・ウェストブルック : Cuff Clout (2001年)
- キーフ・ハートリー・バンド : 『リトル・ビッグ・バンド』 - Little Big Band (1971年)
- キーフ・ハートリー・バンド : The Beginning – Vol. 6: Keef Hartley Band (1973年)
- マンフレッド・マン06・ウィズ・マンフレッド・マンズ・アース・バンド : 2006 (2004年)
- マンフレッド・マンズ・アース・バンド : 『静かなる叫び』 - The Roaring Silence (1976年)
- マンフレッド・マンズ・アース・バンド : 『チャンス』 - Chance (1980年)
- マーティ・ウェッブ : 『テル・ミー・オン・ア・サンデー』 - Tell Me on a Sunday (1979年)
- マイケル・ギブス : 『マイケル・ギブスの壮挙』 - Michael Gibbs (1970年)
- ニール・アードレイ : 『カレイドスコープ・オブ・レインボウズ』 - Kaleidoscope of Rainbows (1976年)
- ニール・アードレイ : 『ハーモニー・オブ・ザ・スフィアーズ』 - Harmony of the Spheres (1978年)
- Various Artists : NDR Jazzworkshop '77 (1977年)
- Various Artists : Frauen – Power (1985年)
- Various Artists : Perspective '92 (1991年)
- Various Artists : Sisters - Women's Music from Celestial Harmonies (1996年)
- Various Artists : The Sound Inside / Music and Architecture (1998年)